# Крістіан Ромеро
Крістіан Ромеро (ісп. Cristian Romero, нар. 27 квітня 1998, Кордова) — аргентинський футболіст, захисник англійського клубу «Тоттенгем».

## Клубна кар'єра
Народився 27 квітня 1998 року в місті Кордова. Вихованець футбольної школи клубу «Бельграно». 28 серпня 2016 року в матчі проти «Індепендьєнте» він дебютував у аргентинській Прімері і за два сезони взяв участь у 16 матчах чемпіонату.
У липні 2018 року за 1,7 млн євро перейшов в італійське «Дженоа». Дебютував в Серії А 20 жовтня в грі проти «Ювентуса» (1:1), а вже наступного тижня він забив свій перший гол в Італії в грі проти «Удінезе» (2:2), втім згодом отримав вилучення.
12 липня 2019 року «Ювентус» оголосив про придбання Ромеро за € 26 мільйонів, при цьому гравець залишався в Генуї ще на сезон в оренді. По завершенні цієї оренди, 5 вересня 2020 року «Юве» віддав Крістіана в ще одну оренду, цього разу в «Аталанту» до 30 червня 2022 року з можливістю придбання за 16 мільйонів євро. Станом на 8 березня 2021 року відіграв за бергамський клуб 20 матчів в національному чемпіонаті.
Перед початком сезону 2025–2026 призначений новим капітаном «Тоттенгема».

## Виступи за збірні
Протягом 2017—2018 років залучався до складу молодіжної збірної Аргентини, з якою взяв участь у молодіжному чемпіонаті Південної Америки в Еквадорі. На турнірі він зіграв у семи матчах і посів з командою 4 місце.

## Статистика виступів

### Статистика клубних виступів
| Сезон                 | Команда               | Чемпіонат             | Чемпіонат | Чемпіонат | Національний кубок | Національний кубок | Національний кубок | Континентальні кубки | Континентальні кубки | Континентальні кубки | Інші змагання | Інші змагання | Інші змагання | Усього | Усього |
| Сезон                 | Команда               | Ліга                  | Ігор      | Голів     | Ліга               | Ігор               | Голів              | Ліга                 | Ігор                 | Голів                | Ліга          | Ігор          | Голів         | Ігор   | Голів  |
| --------------------- | --------------------- | --------------------- | --------- | --------- | ------------------ | ------------------ | ------------------ | -------------------- | -------------------- | -------------------- | ------------- | ------------- | ------------- | ------ | ------ |
| 2016–17               | «Бельграно»           | ПД                    | 13        | 0         | КА                 | 0                  | 0                  | ПАК                  | 2                    | 0                    | -             | -             | -             | 15     | 0      |
| 2017–18               | «Бельграно»           | ПД                    | 3         | 0         | КА                 | 2                  | 0                  | -                    | -                    | -                    | -             | -             | -             | 5      | 0      |
| Усього за «Бельграно» | Усього за «Бельграно» | Усього за «Бельграно» | 16        | 0         |                    | 2                  | 0                  |                      | 2                    | 0                    |               |               |               | 20     | 0      |
| 2018–19               | «Дженоа»              | A                     | 27        | 2         | КІ                 | 0                  | 0                  | -                    | -                    | -                    | -             | -             | -             | 27     | 2      |
| 2019–20               | «Дженоа»              | A                     | 30        | 1         | КІ                 | 3                  | 0                  | -                    | -                    | -                    | -             | -             | -             | 33     | 1      |
| Усього за «Дженоа»    | Усього за «Дженоа»    | Усього за «Дженоа»    | 57        | 3         |                    | 3                  | 0                  |                      |                      |                      |               |               |               | 60     | 3      |
| 2020–21               | «Аталанта»            | A                     | 20        | 2         | КІ                 | 3                  | 0                  | ЛЧ                   | 6                    | 1                    | -             | -             | -             | 29     | 3      |
| Усього за кар'єру     | Усього за кар'єру     | Усього за кар'єру     | 93        | 5         |                    | 8                  | 0                  |                      | 8                    | 1                    |               |               |               | 109    | 6      |

## Досягнення
- Аргентина

Чемпіон світу: 2022
Володар Кубка Америки: 2021
Володар Кубка чемпіонів КОНМЕБОЛ–УЄФА: 2022
- Тоттенгем Готспур

Переможець Ліги Європи УЄФА: 2025